# Alejandro Villalobos
Alejandro Villalobos Muñoz (León, México, 1 de abril de 1974) es un exfutbolista mexicano. Jugó como centrocampista y su último equipo fue Tigres de la UANL de la Primera división mexicana.

## Trayectoria
De la sangre joven surgida de los Tigres y que se ganó la confianza de Ricardo Ferreti para ser considerado. Juega de media cancha hacia delante generalmente por el lado izquierdo. En el Apertura 2002 y el Clausura 2003 jugó con Querétaro donde fue una pieza importante. Para al Apertura 2003 es transferido al Irapuato, equipo recién ascendido. Ante la desaparición de los Freseros al finalizar el Clausura 2004, llega a los Tecos de la UAG como refuerzo para el Apertura 2004 y posteriormente se va a enrolar a los recién ascendidos Gallos Blancos de Querétaro en el Apertura 2006, después de 2 buenas temporadas con el Querétaro regresa a los Tigres para el torneo Apertura 2007 donde al término del mismo debido a su poca participación es traspasado a los Tigres B en la Primera División A, para el torneo de Apertura 2008 es transferido a los Dorados de Sinaloa en la misma división de ascenso, para el Clausura 2009 regresa a la Primera División con el Puebla a partir del Torneo Apertura 2009 regresa a los Tigres de la UANL.

## Clubes
| Club              | País   | Año       |
| ----------------- | ------ | --------- |
| Tigres de la UANL | México | 1998-2002 |
| Querétaro         | México | 2002-2003 |
| Irapuato          | México | 2003-2004 |
| Tecos de la UAG   | México | 2004-2006 |
| Querétaro         | México | 2006-2007 |
| Tigres de la UANL | México | 2007      |
| Tigres B          | México | 2008      |
| Sinaloa           | México | 2008      |
| Puebla            | México | 2009      |
| Tigres de la UANL | México | 2009      |

- Datos: Q8194243